# تشورس
تشورس (بالفارسية: چورس) هي قرية تقع في أذربيجان الغربية في إيران. يقدر عدد سكانها بـ 2,367 نسمة .